# Beneath The Eyrie
Beneath The Eyrie  es el séptimo álbum de la banda estadounidense de rock alternativo Pixies, lanzado el 13 de septiembre de 2019 por BMG / Infectious. Los sencillos de este álbum son: "On Graveyard Hill" y "Catfish Kate", el álbum fue grabado en Dreamland Recording Studios, una iglesia remota y convertida en el estado de Nueva York . La banda fue influenciada por su entorno gótico durante el proceso de escritura y grabación. Black Francis declaró: "Quería mezclarme con el mundo espiritual, con la vida y la muerte y con el paisaje místico y más surrealista”.

## Grabación y lanzamiento
El álbum fue producido por Tom Dalgety, quien había trabajado previamente con la banda en su álbum de 2016 Head Carrier . Su lanzamiento fue precedido por el sencillo principal "On Graveyard Hill" el 3 de junio de 2019, seguido por el segundo sencillo "Catfish Kate" el 6 de agosto.
El título del álbum se inspiró en un nido de águila descubierto en la parte posterior de la iglesia convertida en la que la banda estaba grabando: "Había una antigua vía de tren del siglo XIX en la que todo creció. Cuando caminas hacia la vía del tren puedes obtener un destello de un nido de águila gigante, un nido de águila calva. Es enorme, todo un espectáculo".

### Promoción
Antes del álbum, la serie de 12 episodios It’s a Pixies Podcast (originalmente titulada Past Is Prologue), presentada por Tony Fletcher, comenzó a lanzar episodios el 27 de junio, detallando la grabación de cada canción. El episodio final fue lanzado el 12 de septiembre.
El 5 de septiembre, la banda interpretó "Catfish Kate" en The Late Show con Stephen Colbert.
La banda tiene una gira mundial en apoyo del álbum planeado para Europa, América del Norte y Australasia durante el resto de 2019 y hasta 2020. En los espectáculos de Australia, la banda presentará Come On Pilgrim y Surfer Rosa en su totalidad.

## Recepción
Beneath The Eyrie se encontraron críticas generalmente positivas de los críticos observados en el agregador de revisiones Metacritic.
Muchos consideraron que el álbum era el mejor desde la reforma en 2004, sin embargo, la mayoría de los críticos acordaron que el álbum no ganaría a ningún fanático del trabajo anterior de la banda. Consequence of Sound describió el álbum como "un rumor de melodías y melodías sin tonterías que no bajan mucho en calidad ni se acercan a escalar más allá de las alturas". Muchos elogiaron la dirección hacia pistas más suaves inspiradas en el pop. PopMatters describió el álbum como el "retrato" de la "progresión musical de la banda y una visión deslumbrante del grupo en este momento musical contemporáneo. " Pitchfork describió algunas de las canciones como sonando como posibles b-sides para su tercer álbum  Bossanova Sin embargo, en una crítica negativa, The Observer dijo que aunque el álbum es mejor que muchas de las bandas inspiradas por los Pixies, "tampoco es terriblemente bueno".

## Listado de canciones
(Todas Las Canciones Escritas Por Black Francis Excepto Donde Se Indique)
1. "In the Arms of Mrs. Mark of Cain" 4:13
2. "On Graveyard Hill" (Francis, Lechantin)  3:25
3. "Catfish Kate" 3:08
4. "This Is My Fate" 3:20
5. "Ready For Love" 2:33
6. "Silver Bullet" 3:44
7. "Long Rider" (Francis, Lenchantin) 3:32
8. "Los Surfers Muertos" (Francis, Lenchantin) 2:54
9. "St Nazarie" 2:27
10. "Bird Of Prey" 2:37
11. "Daniel Boone" 4:52
12. "Death Horizon" 2:07

### Beneath The Eyrie LP 2
La Edición De Lujo De Beneath The Eyrie Incluye Un Segundo Vinilo Con Nueve Nuevas Canciones Demo, Estas No Están Disponibles En Otro Lugar.
1. "The Good Works of Cyrus" 2:08
2. "Please Don't Go" 2:53
3. "Chapel Hill" 1:20
4. "Caught in a Dream" 2:48
5. "Mal De Mer" 2:29
6. "Hey, Debussy" 3:21
7. "Under the Marigold" 3:26
8. "How I Learned to Earn Rewards" 2:57
9. "I Just Can't Break It to You" 3:38